# Hypotrachyna obscurella
Hypotrachyna obscurella är en lavart som först beskrevs av Vain., och fick sitt nu gällande namn av Hale. Hypotrachyna obscurella ingår i släktet Hypotrachyna och familjen Parmeliaceae.   Inga underarter finns listade i Catalogue of Life.